# Видошевићи
Видошевићи је насељено место у Босни и Херцеговини у општини Травник. Административно припада Федерацији Босне и Херцеговине, односно њеном Средњобосанском кантону. Према попису становништва из 2013. у насељу је било 152 становника, а већинску популацију чинили су Хрвати.

## Становништво
По последњем службеном попису становништва из 2013. године у овом насељу живело је 152 становника, а село је било етнички хетерогено са мешовитом хрватско-бошњачком популацијом.
| Националност | 2013. | 1991.        | 1981.        | 1971.        |
| Бошњаци      | —     | 75 (33,48%)  | 93 (38,27%)  | 85 (35,42%)  |
| Хрвати       | —     | 147 (65,63%) | 150 (61,73%) | 155 (64,58%) |
| остали       | —     | 2 (0,89%)    | 0            | 0            |
| Укупно       | 152   | 224          | 243          | 240          |